# Prana
Prana (sanskrit प्राण, prāṇa [pɻa:ɳa], "ande") är inom hinduismen en livsenergi som tänks flöda genom kroppen i små kanaler kallade nadi, ungefär som blod genom blodkärl. Prana är ett viktigt begrepp bland annat inom yoga.  